# Vela ai Giochi della XIV Olimpiade - Swallow
La competizione della classe Swallow  di vela ai Giochi della XIV Olimpiade si è svolta nei giorni dal 3 al 12 agosto 1948 a Torquay.

## Partecipanti
| Nazione       | Barca        | Equipaggio                                            |
| ------------- | ------------ | ----------------------------------------------------- |
| Argentina     | Antares      | Gastón Cibert - Silvio Merlo                          |
| Brasile       | Andorinha    | Victório Ferraz - Carlos Borchers                     |
| Canada        | Scaup        | John Robertson - Dick Townsend                        |
| Danimarca     | Denmark      | Johan Rathje - Naalli Petersen                        |
| Francia       | Red Indian   | Jacques Lebrun - Henri Perrissol                      |
| Gran Bretagna | Swift        | Stewart Morris - David Bond                           |
| Irlanda       | The Cloud    | Alf Delany - Hugh Allen                               |
| Italia        | Enotria      | Dario Salata - Achille Roncoroni                      |
| Norvegia      | Nora         | Øivind Christensen - Knut Bengtson                    |
| Paesi Bassi   | St. Margrite | Wim de Vries Lentsch - Flip Keegstra                  |
| Portogallo    | Symphony     | Duarte de Almeida Bello - Fernando Pinto Coelho Bello |
| Stati Uniti   | Margaret     | Lockwood Pirie - Owen Torrey                          |
| Svezia        | Chance       | Stig Hedberg - Lars Matton                            |
| Uruguay       | Nortazo      | Carlos Saez - Juan Bidegaray                          |

## Risultati
| Regata 1 3 agosto | Regata 1 3 agosto | Regata 1 3 agosto | Regata 1 3 agosto | Regata 2 4 agosto | Regata 2 4 agosto | Regata 2 4 agosto | Regata 2 4 agosto | Regata 3 5 agosto | Regata 3 5 agosto | Regata 3 5 agosto | Regata 3 5 agosto | Regata 4 6 agosto | Regata 4 6 agosto | Regata 4 6 agosto | Regata 4 6 agosto |
| Pos.              | Nazione           | Tempo             | Punti             | Pos.              | Nazione           | Tempo             | Punti             | Pos.              | Nazione           | Tempo             | Punti             | Pos.              | Nazione           | Tempo             | Punti             |
| ----------------- | ----------------- | ----------------- | ----------------- | ----------------- | ----------------- | ----------------- | ----------------- | ----------------- | ----------------- | ----------------- | ----------------- | ----------------- | ----------------- | ----------------- | ----------------- |
| 1                 | Portogallo        | 13-17:41          | 1247              | 1                 | Gran Bretagna     | 13-11:54          | 1247              | 1                 | Danimarca         | 15-09:36          | 1247              | 1                 | Gran Bretagna     | 13-33:03          | 1247              |
| 2                 | Svezia            | 13-18:52          | 946               | 2                 | Canada            | 13-13:10          | 946               | 2                 | Canada            | 15-11:07          | 946               | 2                 | Italia            | 13-41:49          | 946               |
| 3                 | Gran Bretagna     | 13-19:09          | 770               | 3                 | Svezia            | 13-13:38          | 770               | 3                 | Gran Bretagna     | 15-12:52          | 770               | 3                 | Stati Uniti       | 13-42:32          | 770               |
| 4                 | Norvegia          | 13-20:24          | 645               | 4                 | Portogallo        | 13-13:55          | 645               | 4                 | Portogallo        | 15-13:10          | 645               | 4                 | Paesi Bassi       | 13-43:07          | 645               |
| 5                 | Stati Uniti       | 13-23:04          | 548               | 5                 | Francia           | 13-16:18          | 548               | 5                 | Stati Uniti       | 15-13:25          | 548               | 5                 | Portogallo        | 13-43:47          | 548               |
| 6                 | Francia           | 13-23:14          | 469               | 6                 | Italia            | 13-16:28          | 469               | 6                 | Paesi Bassi       | 15-14:25          | 469               | 6                 | Norvegia          | 13-44:27          | 469               |
| 7                 | Canada            | 13-24:10          | 402               | 7                 | Danimarca         | 13-16:31          | 402               | 7                 | Uruguay           | 15-16:07          | 402               | 7                 | Uruguay           | 13-44:40          | 402               |
| 8                 | Danimarca         | 13-25:23          | 344               | 8                 | Uruguay           | 13-16:58          | 344               | 8                 | Irlanda           | 15-16:49          | 344               | 8                 | Svezia            | 13-45:26          | 344               |
| 9                 | Brasile           | 13-25:59          | 293               | 9                 | Stati Uniti       | 13-17:17          | 293               | 9                 | Brasile           | 15-17:27          | 293               | 9                 | Danimarca         | 13-45:56          | 293               |
| 10                | Uruguay           | 13-26:27          | 247               | 10                | Norvegia          | 13-17:29          | 247               | 10                | Italia            | 15-17:35          | 247               | 10                | Francia           | 13-45:58          | 247               |
| 11                | Argentina         | 13-29:14          | 204               | 11                | Brasile           | 13-18:06          | 204               | 11                | Francia           | 15-18:46          | 204               | 11                | Canada            | 13-46:26          | 204               |
| 12                | Italia            | 13-33:13          | 168               | 12                | Irlanda           | 13-18:24          | 168               | 12                | Norvegia          | 15-19:44          | 168               | 12                | Brasile           | 13-46:38          | 168               |
| -                 | Irlanda           | DNF               | 0                 | 13                | Paesi Bassi       | 13-19:18          | 133               | 13                | Argentina         | 15-20:08          | 133               | 13                | Irlanda           | 13-47:33          | 133               |
| -                 | Paesi Bassi       | DNF               | 0                 | 14                | Argentina         | 13-21:6           | 101               | 14                | Svezia            | 15-21:26          | 101               | -                 | Argentina         | DNF               | 0                 |

| Regata 5 10 agosto | Regata 5 10 agosto | Regata 5 10 agosto | Regata 5 10 agosto | Regata 6 11 agosto | Regata 6 11 agosto | Regata 6 11 agosto | Regata 6 11 agosto | Regata 7 12 agosto | Regata 7 12 agosto | Regata 7 12 agosto | Regata 7 12 agosto |
| Pos.               | Nazione            | Tempo              | Punti              | Pos.               | Nazione            | Tempo              | Punti              | Pos.               | Nazione            | Tempo              | Punti              |
| ------------------ | ------------------ | ------------------ | ------------------ | ------------------ | ------------------ | ------------------ | ------------------ | ------------------ | ------------------ | ------------------ | ------------------ |
| 1                  | Portogallo         | 13-23:03           | 1247               | 1                  | Stati Uniti        | 13-22:48           | 1247               | 1                  | Portogallo         | 13-05:42           | 1247               |
| 2                  | Gran Bretagna      | 13-23:10           | 946                | 2                  | Brasile            | 13-23:08           | 946                | 2                  | Stati Uniti        | 13-07:23           | 946                |
| 3                  | Francia            | 13-24:12           | 770                | 3                  | Norvegia           | 13-23:48           | 770                | 3                  | Paesi Bassi        | 13-07:36           | 770                |
| 4                  | Svezia             | 13-24:14           | 645                | 4                  | Italia             | 13-23:56           | 645                | 4                  | Gran Bretagna      | 13-08:55           | 645                |
| 5                  | Irlanda            | 13-24:50           | 548                | 5                  | Portogallo         | 13-24:24           | 548                | 5                  | Brasile            | 13-09:09           | 548                |
| 6                  | Norvegia           | 13-25:03           | 469                | 6                  | Uruguay            | 13-25:27           | 469                | 6                  | Svezia             | 13-10:40           | 464                |
| 7                  | Argentina          | 13-25:17           | 402                | 7                  | Danimarca          | 13-26:22           | 402                | 7                  | Francia            | 13-12:50           | 402                |
| 8                  | Brasile            | 13-25:29           | 344                | 8                  | Paesi Bassi        | 13-26:31           | 344                | 8                  | Uruguay            | 13-14:32           | 344                |
| 9                  | Italia             | 13-24:42           | 293                | 9                  | Francia            | 13-27:20           | 293                | 9                  | Italia             | 13-15:06           | 243                |
| 10                 | Danimarca          | 13-25:57           | 247                | 10                 | Argentina          | 13-27:37           | 247                | 10                 | Argentina          | 13-15:08           | 247                |
| 11                 | Stati Uniti        | 13-26:13           | 206                | 11                 | Irlanda            | 13-28:54           | 206                | 11                 | Canada             | 13-15:10           | 206                |
| 12                 | Uruguay            | 13-26:27           | 168                | 12                 | Svezia             | 14-4:6             | 168                | 12                 | Danimarca          | 13-15:19           | 168                |
| 13                 | Paesi Bassi        | 13-26:46           | 133                | -                  | Gran Bretagna      | DQ                 | 0                  | 13                 | Norvegia           | 13-15:23           | 133                |
| 14                 | Canada             | 13-27:38           | 101                | -                  | Canada             | DQ                 | 0                  | 14                 | Irlanda            | 13-18:21           | 101                |

## Classifica finale
| Pos.    | Nazione       | Barca        | Equipaggio                                            | Punti Totali | Punti ottenuti nelle regate | Punti ottenuti nelle regate | Punti ottenuti nelle regate | Punti ottenuti nelle regate | Punti ottenuti nelle regate | Punti ottenuti nelle regate | Punti ottenuti nelle regate |
| Pos.    | Nazione       | Barca        | Equipaggio                                            | Punti Totali | 1                           | 2                           | 3                           | 4                           | 5                           | 6                           | 7                           |
| ------- | ------------- | ------------ | ----------------------------------------------------- | ------------ | --------------------------- | --------------------------- | --------------------------- | --------------------------- | --------------------------- | --------------------------- | --------------------------- |
| Oro     | Gran Bretagna | Swift        | Stewart Morris - David Bond                           | 5625         | 770                         | 1247                        | 770                         | 1247                        | 946                         | 0                           | 645                         |
| Argento | Portogallo    | Symphony     | Duarte de Almeida Bello - Fernando Pinto Coelho Bello | 5579         | 1247                        | 645                         | 645                         | 548                         | 1247                        | 548                         | 1247                        |
| Bronzo  | Stati Uniti   | Margaret     | Lockwood Pirie - Owen Torrey                          | 4352         | 548                         | 293                         | 548                         | 770                         | 206                         | 1247                        | 946                         |
| 4       | Svezia        | Chance       | Stig Hedberg - Lars Matton                            | 3337         | 946                         | 770                         | 101                         | 344                         | 645                         | 168                         | 464                         |
| 5       | Danimarca     | Denmark      | Johan Rathje - Naalli Petersen                        | 2935         | 344                         | 402                         | 1247                        | 293                         | 247                         | 402                         | 168                         |
| 6       | Italia        | Enotria      | Dario Salata - Achille Roncoroni                      | 2843         | 168                         | 469                         | 247                         | 946                         | 293                         | 645                         | 243                         |
| 7       | Canada        | Scaup        | John Robertson - Dick Townsend                        | 2805         | 402                         | 946                         | 946                         | 204                         | 101                         | 0                           | 206                         |
| 8       | Norvegia      | Nora         | Øivind Christensen - Knut Bengtson                    | 2733         | 645                         | 247                         | 168                         | 469                         | 469                         | 770                         | 133                         |
| 9       | Francia       | Red Indian   | Jacques Lebrun - Henri Perrissol                      | 2729         | 469                         | 548                         | 204                         | 247                         | 770                         | 293                         | 402                         |
| 10      | Brasile       | Andorinha    | Victório Ferraz - Carlos Borchers                     | 2628         | 293                         | 204                         | 293                         | 168                         | 344                         | 946                         | 548                         |
| 11      | Paesi Bassi   | St. Margrite | Wim de Vries Lentsch - Flip Keegstra                  | 2494         | 0                           | 133                         | 469                         | 645                         | 133                         | 344                         | 770                         |
| 12      | Uruguay       | Nortazo      | Carlos Saez - Juan Bidegaray                          | 2208         | 247                         | 344                         | 402                         | 402                         | 168                         | 469                         | 344                         |
| 13      | Irlanda       | The Cloud    | Alf Delany - Hugh Allen                               | 1500         | 0                           | 168                         | 344                         | 133                         | 548                         | 206                         | 101                         |
| 14      | Argentina     | Antares      | Gastón Cibert - Silvio Merlo                          | 1334         | 204                         | 101                         | 133                         | 0                           | 402                         | 247                         | 247                         |